# Шкурко, Александр Михайлович
Алекса́ндр Миха́йлович Шкурко́ (28 января 1939 — 23 октября 2008) — полярник, учёный, изобретатель; доктор технических наук (1998), профессор Санкт-Петербургского государственного горного института, академик Международной академии по экологии, безопасности человека и природы (МАНЭБ).
Автор более 100 научных работ из них 3-х учебных пособий. Соавтор 12 изобретений, профессор, доктор технических наук. Награждён правительственными наградами, серебряной медалью ВДНХ, за внедрение изобретения, созданного после 20 августа 1973 года вручен нагрудный знак «Изобретатель СССР».

## Биография
Александр Михайлович Шкурко родился 28 января 1939 года в поселке Леднев Погарского района (ныне — Брянской области). В 1956 году окончил среднюю школу, затем строительную школу № 19 г. Ленинграда.
Начав свою трудовую деятельность в УНР «Трудрезервстрой», одновременно учился на подготовительных курсах Ленинградского горного института. Поступив в Ленинградский горный институт в 1958 году, окончил его в 1963 году. По распределению направлен на работу в Ленинградское отделение института Гидропроект им. С. Я. Жука (Ленгидропроект). Далее командирован в составе экспедиции № 3 в Мурманскую область для проведения инженерно-геологических изысканий под строительство Верхне-Туломской ГЭС.
С 1963 по 1965 годы проходил службу в морских частях погранвойск (Анапа, Новороссийск, Одесса). После возвращения из рядов Советской Армии жизнь стала носить характер «постоянных командировок».
1966 год — инженер-механик на Чиркейской ГЭС (Дагестан).
1967 год — Каргополь (Онежская губа), главный механик, Архангельская область.
1968 год — Изыскания под строительство Зейской ГЭС, главный механик экспедиции № 8 Ленгидропроекта.
1969, 1971—1974 годы — инженерно-геологические изыскания под строительство Бурейской ГЭС, главный механик, начальник экспедиции № 5.
Из воспоминаний А. М. Шкурко:
| «В 1974 году старшему сыну нужно было идти в школу, а в экспедиции её не было. Отдавать в интернат мы (с женой, прим. автора) не решились и приняли решение ехать в Ленинград. По приезде в Ленинград в августе 1974 года я встретился с Валерием Константиновичем Чистяковым, который возглавлял Антарктическую группу в ЛГИ (Ленинградский горный институт). Чистяков В. К. ныне профессор, доктор технических наук, преподаватель ЛГИ (прим. автора). Он предложил мне поездку в Антарктиду на станцию Восток на зимовку. Я согласился. В ноябре этого же года на научно-исследовательском судне „Профессор Визе“ я отбыл в Антарктиду.» |

1974 — 1976 годы — зимовка на станции «Восток» в 20, 21 Советских Антарктических экспедициях, всего на станции «Восток» пробыл 13 месяцев 7 дней.
1976 году — назначен начальником отдела Антарктических исследований ЛГИ.
1977, 1979 год полевые работы на Северной Земле.
1981 год защита кандидатской диссертации.
1982 — 1984 годы зимовка на станции «Восток» в Антарктиде, зафиксирована самая низкая температура на земном шаре (-) 89,2 °C.
1985 год — присвоено ученое звание «старший научный сотрудник» по специальности «Технология и техника геологоразведочных работ».
С 1986 года начинается преподавательская деятельность на кафедре «Экономики и организации геологоразведочных работ» (ЭиОГРР), которая впоследствии переименована в кафедру «Экономики, учёта и аудита» (ЭУиА) ЛГИ.
1995 год — присвоено ученое звание «доцент».
1997 год — в связи с болезнью проходит операция аорто-бедренного шунтирования и ампутация левой ноги ниже колена одновременно.
1998 год — защита докторской диссертации «Основы теории и практика бурения плавлением в ледовых отложениях Антарктиды» и присвоение учёной степени доктора технических наук.
2000 год — избран действительным членом (академиком) Международной академии по экологии, безопасности человека и природы (МАНЭБ).
2001 год — присвоено ученое звание «профессор» по кафедре «Экономики, учёта и аудита».
Женат с 1966 года, имеет двоих детей.
Умер 23 октября 2008 года после длительной болезни. Похоронен на Смоленском кладбище Санкт-Петербурга.
В поселке Леднев Погарского района Брянской области, на родине Шкурко создан мемориальный музей. В краеведческом музее «Радогощ» районного центра Погар Брянской области есть экспозиция, посвящённая деятельности А. М. Шкурко. Планируется создание мемориального музея в Сестрорецке Курортного района г. Санкт-Петербурга, где Шкурко прожил более десяти лет.